# 용당로 (목포시)
용당로(Yongdang-ro), (龍塘路)는 전라남도 목포시 산정동에서 목포시 연산동 산정교차로를 잇는 전라남도의 도로이다. 

## 주요 경유지
전라남도
- 목포시 (산정동 - 삼학동 - 용당동 - 용해동 - 연산동)

## 노선
| 이름                    | 접속 노선               | 소재지 | 소재지 | 비고 |
| ----------------------- | ----------------------- | ------ | ------ | ---- |
| (삼학도 종점)           | 삼학로 삼학로158번길    | 목포시 | 산정동 |      |
| (이름없음)              | 남해로                  | 목포시 | 삼학동 |      |
| (이름없음)              | 자유로                  | 목포시 | 산정동 |      |
| 용호교                  |                         | 목포시 | 산정동 |      |
|                         | 용당동                  | 목포시 |        |      |
| 유달경기장사거리        | 백년대로                | 목포시 |        |      |
| 용당광장 교차로         | 영산로                  | 목포시 |        |      |
| 경찰서사거리            | 양을로                  | 목포시 |        |      |
| 대연초등학교 삼거리     | 용당로384번길           | 목포시 | 용해동 |      |
| 대연초교2 삼거리        | 대양로                  | 목포시 | 용해동 |      |
| (이름없음)              | 대양산단로              | 목포시 | 용해동 |      |
| 산정 교차로 (산정IC1교) | 국도 제1호선 (고하대로) | 목포시 | 연산동 |      |
| 산정IC교                |                         | 목포시 | 연산동 |      |
| 압해로와 직결           |                         |        |        |      |

## 주요 건물 및 시설
- 수협 목포수협 삼학지점 (전라남도 목포시 용당로 47)
- KT 후모바일 자유시장점 (전라남도 목포시 용당로 59)
- S-OIL 남부주유소 (전라남도 목포시 용당로 76)
- 유달경기장 (전라남도 목포시 용당로 101)
- 문태중학교 (전라남도 목포시 용당로 138)
- 문태고등학교 (전라남도 목포시 용당로 138)
- 목포용호초등학교 (전라남도 목포시 용당로 139)
- LG 베스트샵 3호광장점 (전라남도 목포시 용당로 207)
- 삼성디지털플라자 3호광장점 (전라남도 목포시 용당로 210)
- 용해동 행정복지센터 (전라남도 목포시 용당로 335)
- 롯데리아 목포용해점 (전라남도 목포시 용당로 337)
- 목포대연초등학교 (전라남도 목포시 용당로 139)